# جامعه‌شناسی جنسیت
جامعه‌شناسی جنسیت (به انگلیسی: sociology of gender)، یکی از زیرشاخه‌های مشهور در جامعه‌شناسی است. تعامل اجتماعی که مستقیماً از نظرساختار اجتماعی با جامعه‌شناسی مرتبط است. یکی از ساختارهای اجتماعی بسیار مهم عبارت از پایگاه اجتماعی است. این ساختار بر حسب موضعی که یک فرد داراست تعیین شده که آن هم تحت تأثیر نحوه برخوردی که با او در جامعه می‌شود قرار دارد. یکی از پایگاه‌های اجتماعی بسیار مهم که فرد آن را اعلام می‌کند، جنسیت است. خِرد جمعی و ادبیات آکادمیک معمولاً اصطلاح جنسیت را به معنی نرینگی یا مادینگی ادراک شده یا بیان شده (تشخیص خودی) یک شخص به‌کار می‌برند.

## معرفی
اصطلاح نقش جنسیتی نخستین بار توسط «جان مانی» در مقاله‌ای در ۱۹۵۵ میلادی ابداع گردید و این اصطلاح را چنین تعریف نمود: «تمامی آن چیزهایی که یک فرد می‌گوید یا انجام می‌دهد تا جنسیت خود را به عنوان پسر/مرد یا دختر/زن آشکار سازد».
از نگاه نظریه‌پرداز آمریکایی جنسیت، جودیت باتلر، جنسیت یک شخص مغلق است و ویژگی‌های بی‌شماری چون ظاهر، صحبت، تحرک و سایر عواملی که تنها محدود به جنسیت زیست‌شناختی نیستند را شامل می‌شود. جوامع معمولاً تمایل به داشتن «نظام‌های جنسیتی دوگانه‌ای» هستند که در آن همگی به عنوان نر یا ماده دسته‌بندی می‌شوند. برخی جوامع جنسیت سومی را نیز شامل می‌شوند، مثلاً مردم «دو روح» آمریکایی بومی و «هجرا» های هندی. در رابطه به این‌که جنسیت تا چه اندازه یک ساخت اجتماعی یا یک ساخت زیست‌شناسی است، بحث‌هایی وجود دارد.

## در نظریه فمینیستی
جنبش زنان در دهه‌های ۶۰ و ۷۰ قرن بیستم میلادی، حرکتی را آغاز نمودند که منتهی به تشکیل نظریه فمینیستی شد. یکی از کتاب‌هایی که باعث این جنبش گردید، کتاب رازوری زنانه اثر بتی فریدان بود. این کتاب تشریح نمود که از زنان چه انتظاراتی برای انجام کارهای خانه وجود دارد. این کتاب سریعاً در میان زنان زیادی طنین انداز شده و پر فروش‌ترین کتاب تبدیل گردید و در نتیجه آن یک جنبش افروخته شد. در جریان این جنبش که هم‌چنین از آن بنام جنبش حقوق زنان یا جنبش آزادی زنان یاد می‌گردد، زنان برای دسترسی به حقوق مساوی و آزادی‌های شخصی در تمامی ابعاد زندگی مانند سیاست، کار، خانواده و گرایش‌جنسی مبارزه نمودند. «سازمان ملی زنان»‏ (NOW) در ژوئن ۱۹۶۶ میلادی توسط فعالان حقوق زنان: «بتی فریدان» ، پالین مری، شرلی چیزم و «موریل فاکس» جهت دادخواهی برای برابری سیاسی و اجتماعی زنان تأسیس گردید. هرچند این سازمان بلافاصله پس از تأسیس موفقیت چندانی نداشت اما سازمان ملی زنان در ۱۹۶۹ توانست به‌گونه راحت‌تری برای اصلاحات زنان در واشینگتن لابی‌گری نماید. کنگره آمریکا در سال ۱۹۷۲ میلادی، «متمم حقوق برابر»‏ (ERA) را تصویب کرد. با وجود این که این امر یک موفقیت برای فمینیسم به حساب می‌آمد، اما تصویب متمم حقوق برابر باعث نقدهایی از طرف افراد ضد فمینیسم گردید، آن‌ها استدلال نمودند که تصویب متمم حقوق برابر باعث بی‌اعتباری قوانین همجنس‌گرایی گشته و در نتیجه منتهی به ازدواج همجنس‌گراها خواهد شد. متمم حقوق برابر طی ده سال در ۳۸ ایالت تصویب گردید و در سه ایالت تصویب نشد. این موج دوم فمینیسم بود که پس از موج اول در قرن نزدهم میلادی جهت دادخواهی برای حق رأی زنان و ایجاد نظریه اولیه فمینیسم بوجود آمد.
در جریان دهه ۷۰ قرن بیستم میلادی، هیچ اتفاقی نظری مبنی بر کاربرد اصطلاحات وجود نداشت. در ویرایش ۱۹۷۴ «نرینگی/مادینگی یا انسان» ، مؤلف اصطلاحات «جنسیت مادرزادی» و «نقش‌های جنسیتی اکتسابی» را به‌کار می‌برد، اما در نسخه ۱۹۷۸، کاربرد اصطلاحات جنس و جنسیت برعکس گردید. در ۱۹۸۰ میلادی، بیشتر نوشته‌های فمینیستی توافق نمودند تا اصطلاح جنسیت (جندر) را تنها برای خصیصه‌های پذیرفته شده اجتماعی فرهنگی به‌کار برند.
نظریه فمینیستی یک اصطلاح وسیع بوده و شامل انواع مختلف نظریه‌هایی است که تمامی آن‌ها بر تجربه‌های زنان و این باور که جامعه تابع زنان است تأکید می‌نمایند. لیبرال فمینیسم برین باور است که تمامی افراد باید آزاد باشند تا استعدادهای خود را توسعه بخشیده و منافع خود را تعقیب نمایند. افراد سعی می‌نمایند تا با برداشتن موانع در اجتماع برابری را گسترش دهند. فمینیسم سوسیالیستی فکر می‌کند که نظام سرمایه‌داری با متراکم نمودن ثروت و قدرت در دست افراد معدود، باعث تقویت پدر سالاری می‌شود. ساختار سنتی خانواده باید از طریق یک انقلاب جمعی جایگزین شود. فمینیسم رادیکال برین باور است که ریشه پدر سالاری به حدی در جامعه عمیق است که حتی یک انقلاب جامعه‌شناختی نیز نمی‌تواند به آن پایان دهد؛ جامعه باید خود جنسیت را حذف نماید.
نظریه‌های اولیه فمینیستی سکس و جنسیت و بی‌عدالتی‌ها را براساس این دسته‌بندی‌های جنسیتی مورد هدف قرار دادند. با این حال، جنبش اولیه فمینیستی تنها متمرکز بر برابری زنان سفیدپوست طبقه متوسط بود. این جنبش سایر اقلیت‌های زنان، به‌ویژه زنان سیاه‌پوست را مستثنی نمود. اقلیت‌های زنان به تجربه‌ها و مشقت‌های متفاوتی نسبت به زنان سفیدپوست طبقه متوسط مواجه هستند، اما با این حال این حقیقت در نظریه اولیه فمینیسم به‌طور گسترده نادیده انگاشته شده بود. با این وجود، این نظریه تولد فمینیسم را در پی‌داشت، نظریه‌ای که روی توانمندسازی زنان، آزادی زنان و بهبود حس زنان به خودشان متمرکز بود. با گذشت زمان، فمینیسم را می‌توان به چهار موج مجزا تقسیم کرد: موج اولی از قرن نزدهم تا اوایل قرن بیستم میلادی، موج دومی فمینیسم از دهه ۶۰ تا دهه ۷۰ قرن بیستم میلادی، موج‌های سوم و چهارم فمینیسم از دهه ۹۰ قرن بیستم میلادی تا به امروز ادامه دارد. هر یک از موج‌های فمینیسم اهداف مشخص خود را دارد که بر اهمیت برابری میان مردان و زنان از نظر برابری اجتماعی، سیاسی و اقتصادی متمرکز می‌باشند. فمینیست‌ها در موج اول روی حق رأی زنان تمرکز داشتند. موج اول جنبشی بود که برای برابری سیاسی پافشاری می‌نمود تا زنان نیز بتوانند در سیاست اشتراک کنند. اما این جنبش تنها برای حق رأی زنان سفیدپوست دادخواهی نموده و زنانی که در اقلیت قرار داشتند را مستثنی نمود. مستثنی سازی اقلیت‌های زنان در جنبش اولی اعلام وصول گروه‌های اقلیت در جنبش دوم را جرقه زد. هرچند، هدف اصلی جنبش دومی تأمین حقوق گرایش‌جنسی و تولید مثل بود. تلاش‌های این جنبش با تصویب «متمم حقوق باربر» (ERA) نتیجه بخشیده و این متمم حقوق برابر تمامی افراد را بدون مدنظر قرار دادن جنسیت آن‌ها ضمانت نمود. با پایان این موج، جامعه شروع به درک این مسئله نمود که جنسیت، این ایده که «زن» بودن به چه مفهومی است و انتظارات جامعه از این‌که یک زن چه است، از نظر اجتماعی پذیرفته شده‌است. این درک باعث ظهور موج سوم فمینیستی شد. این موج بر افشا سازی ایده غالب که جامعه در مورد زن و موقعیتشان در اجتماع داشت، تمرکز نمود. در این جنبش مفاهیم «دخترانه» یا «زنانه» بودن از پا درآورده می‌شود تا تعریفی که جامعه از زن بودن دارد مجدداً تعریف گردد. مرزهای جنسیتی مجدداً بازسازی می‌گردد تا به افراد اجازه دهد تا سیالیت جنسیتی را تجربه کنند. با این حال، این جنبش هم‌چنین در مبارزه با جنسیت‌زدگی و پدر سالاری قرار دارد، یا نظامی که در آن مردان تمامی قدرت را در دست دارند. این امر از طریق حاکمیت فرهنگ جنسیت‌زدگی نشان داده شده‌است، فرهنگی که در آن تنها دید از بالا به پایین بر روی زنان وجود دارد، آن هم به دلیل همان تجربه‌ها یا کارهایی که مردان نیز در آن سهیم اند.